# Tour de France 2008

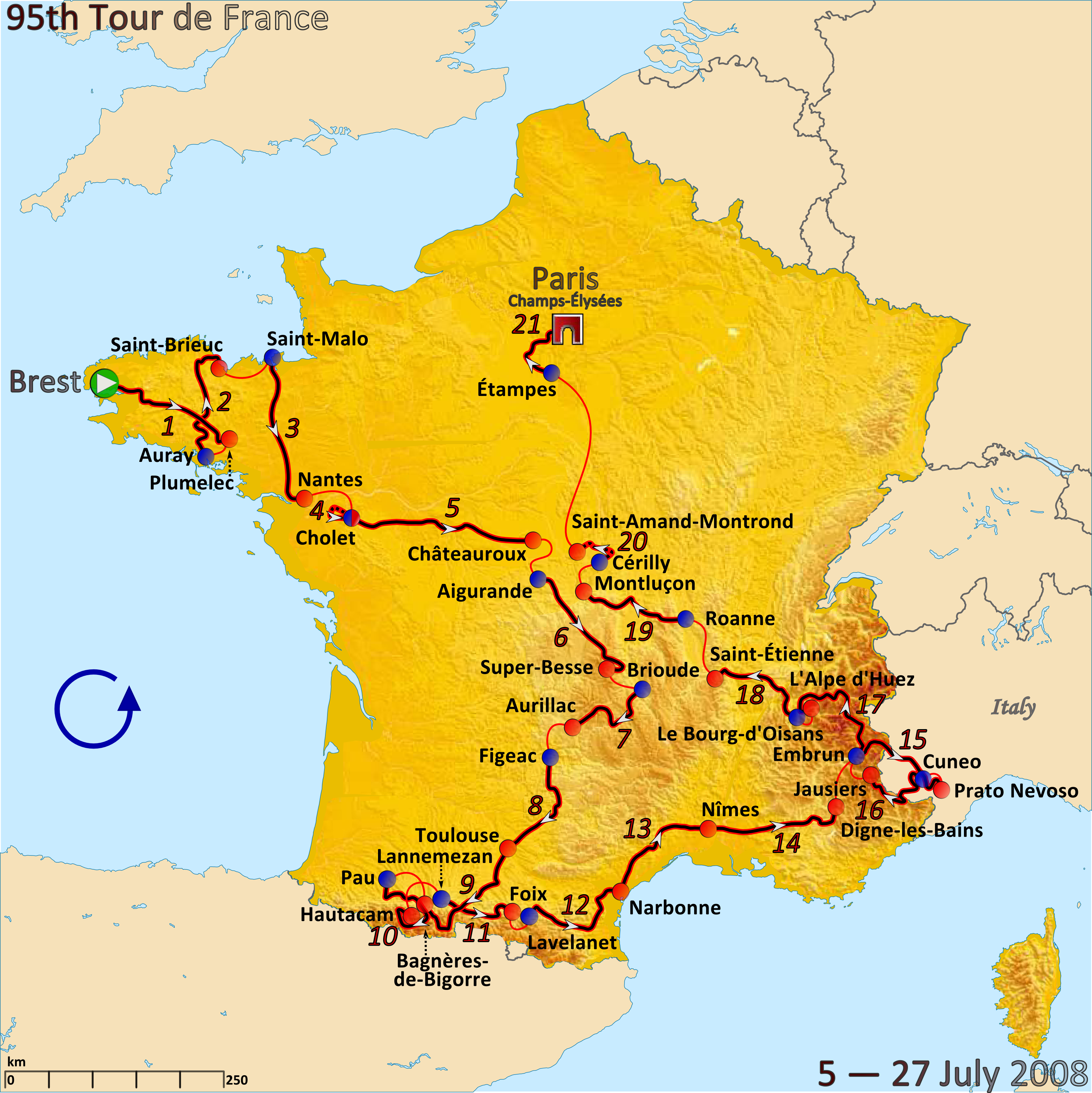
Överblick på etapperna under 2008 års Tour de France.

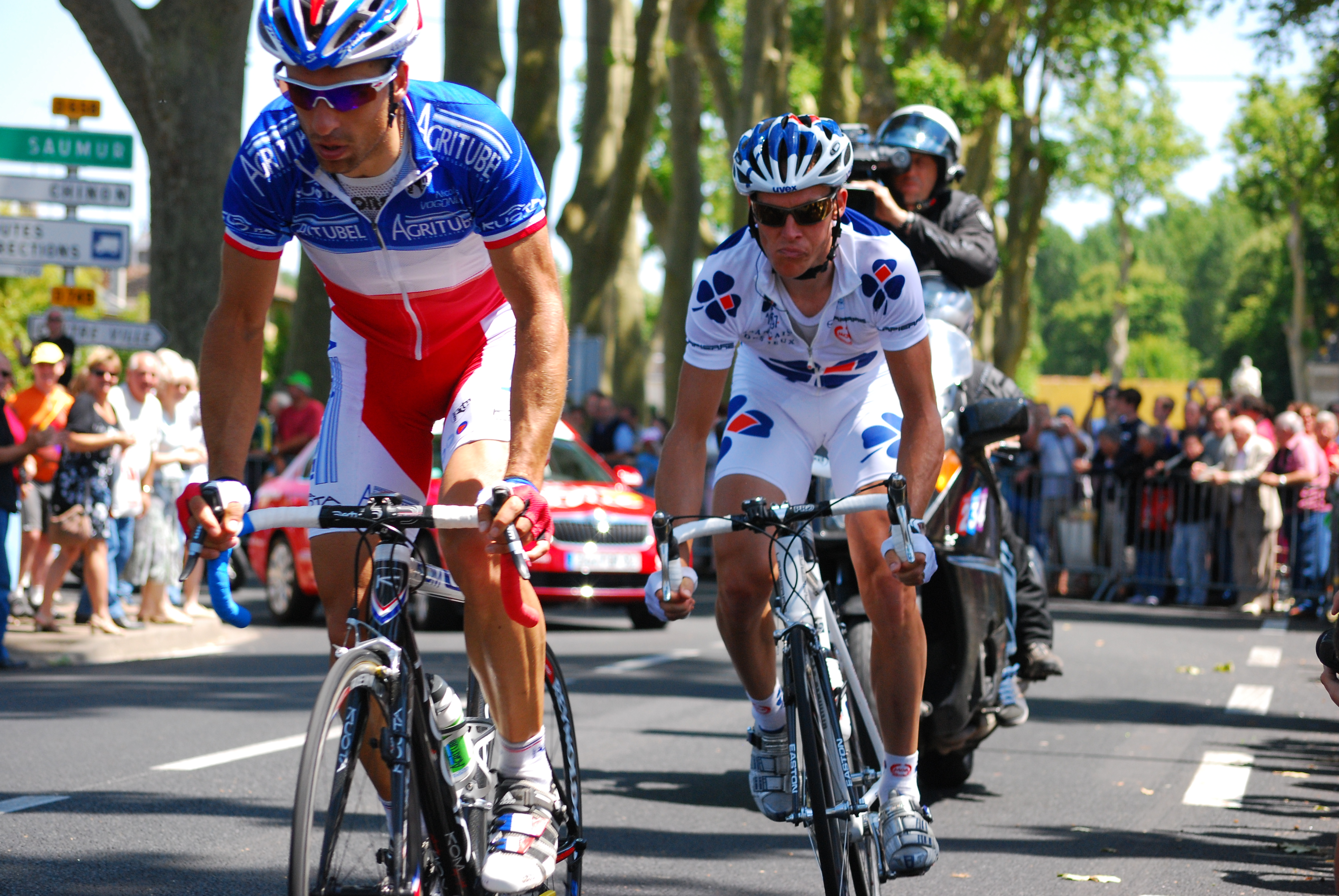
Etappen mellan Cholet och Châteauroux.

Tour de France 2008 cyklades 5–27 juli 2008, och var den 95:e upplagan av Tour de France. De tre första etapperna startade i Bretagne. 
Tour de France 2008 startade inte med en prolog utan startade direkt med en etapp. På den femtonde etappen är målet lagt i Italien och dagen därpå återkommer cyklisterna till Frankrike.
2007 års vinnare Alberto Contador och tredje placerade Levi Leipheimer med stallet Astana Team blev inte inbjudna till Tour de France 2008 med anledning av dopningsskandalerna under 2007. Inte heller får spurtaren Tom Boonen medverka i tävlingen eftersom han testades positivt för kokain i maj 2008.
Under Tour de France 2008 introducerades ett nytt sätt att testa cyklisterna för tredje generations EPO, så kallad Continuous Erythropoietin Receptor Activator (CERA). Att testa för CERA hade tidigare ansetts omöjligt.
Svensken Thomas Lövkvist blev den andra svensken i historien att bära en ledartröja i Tour de France när han fick iklädda sig den vita ungdomströjan på etapp 4. Lövkvist bar den vita ungdomströjan under fem etapper.
Carlos Sastre blev den tredje spanjoren att vinna tävlingen i rad. Han vann tävlingen 58 sekunder framför Cadel Evans. Den österrikiske cyklisten Bernhard Kohl gjorde ett fenomenalt lopp och slutade på tredje plats. Han vann också bergspristävlingen. 
I oktober 2008 valde den franska anti-dopningsbyrån AFLD att gå igenom suspekta prover, men också prover från cyklister som hade gjort bra ifrån sig under loppet. Testerna visade att det fanns CERA, tredje generations EPO, i tredjeplacerade Bernhard Kohls blod. Tidigare hade även prover från Riccardo Riccò, Leonardo Piepoli och Stefan Schumacher testats positiva för CERA. Riccardo Riccò och Leonardo Piepoli slutförde inte loppet på grund av att Riccò testades positivt under tävlingen. Schumacher och Kohl kommer dock att bli av med sina placeringar i resultatlisten. Kohl blev avstängd från tävlandet i två år, medan Schumachers strafftid ännu är okända.

## Tröjutveckling
| Etapp          | Vinnare            | Totaltävlingen Gula tröjan | Bergspristävlingen Rödprickiga tröjan | Poängtävlingen Gröna tröjan | Ungdomstävlingen Vita tröjan | Lagtävlingen                     | Mest offensiva cyklist |
| -------------- | ------------------ | -------------------------- | ------------------------------------- | --------------------------- | ---------------------------- | -------------------------------- | ---------------------- |
| 1              | Alejandro Valverde | Alejandro Valverde         | Thomas Voeckler                       | Alejandro Valverde          | Riccardo Riccò               | Caisse d'Epargne                 | Lilian Jégou           |
| 2              | Thor Hushovd       | Alejandro Valverde         | Thomas Voeckler                       | Kim Kirchen                 | Riccardo Riccò               | Caisse d'Epargne                 | Sylvain Chavanel       |
| 3              | Samuel Dumoulin    | Romain Feillu              | Thomas Voeckler                       | Kim Kirchen                 | Romain Feillu                | Garmin-Chipotle presented by H3O | William Frischkorn     |
| 4 (Tempolopp)  | Stefan Schumacher* | Stefan Schumacher          | Thomas Voeckler                       | Kim Kirchen                 | Thomas Lövkvist              | Garmin-Chipotle presented by H3O | inget pris             |
| 5              | Mark Cavendish     | Stefan Schumacher          | Thomas Voeckler                       | Thor Hushovd                | Thomas Lövkvist              | Garmin-Chipotle presented by H3O | Nicolas Vogondy        |
| 6              | Riccardo Riccò*    | Kim Kirchen                | Sylvain Chavanel                      | Kim Kirchen                 | Thomas Lövkvist              | Garmin-Chipotle presented by H3O | Sylvain Chavanel       |
| 7              | Luis León Sánchez  | Kim Kirchen                | David de la Fuente                    | Kim Kirchen                 | Thomas Lövkvist              | Team CSC-Saxo Bank               | Luis León Sánchez      |
| 8              | Mark Cavendish     | Kim Kirchen                | David de la Fuente                    | Oscar Freire                | Thomas Lövkvist              | Team CSC-Saxo Bank               | Laurent Lefèvre        |
| 9              | Riccardo Riccò*    | Kim Kirchen                | David de la Fuente                    | Kim Kirchen                 | Andy Schleck                 | Team CSC-Saxo Bank               | Sebastian Lang         |
| 10             | Leonardo Piepoli*  | Cadel Evans                | Riccardo Riccò                        | Oscar Freire                | Riccardo Riccò               | Saunier Duval-Scott              | Rémy Di Gregorio       |
| 11             | Kurt-Asle Arvesen  | Cadel Evans                | Riccardo Riccò                        | Oscar Freire                | Riccardo Riccò               | Team CSC-Saxo Bank               | Amaël Moinard          |
| 12             | Mark Cavendish     | Cadel Evans                | Sebastian Lang                        | Oscar Freire                | Vincenzo Nibali              | Team CSC-Saxo Bank               | Arnaud Gérard          |
| 13             | Mark Cavendish     | Cadel Evans                | Sebastian Lang                        | Oscar Freire                | Vincenzo Nibali              | Team CSC-Saxo Bank               | Niki Terpstra          |
| 14             | Oscar Freire       | Cadel Evans                | Sebastian Lang                        | Oscar Freire                | Vincenzo Nibali              | Team CSC-Saxo Bank               | José Iván Gutiérrez    |
| 15             | Simon Gerrans      | Fränk Schleck              | Bernhard Kohl                         | Oscar Freire                | Vincenzo Nibali              | Team CSC-Saxo Bank               | Egoi Martinez          |
| 16             | Cyril Dessel       | Fränk Schleck              | Bernhard Kohl                         | Oscar Freire                | Andy Schleck                 | Team CSC-Saxo Bank               | Stefan Schumacher      |
| 17             | Carlos Sastre      | Carlos Sastre              | Bernhard Kohl                         | Oscar Freire                | Andy Schleck                 | Team CSC-Saxo Bank               | Peter Velits           |
| 18             | Marcus Burghardt   | Carlos Sastre              | Bernhard Kohl                         | Oscar Freire                | Andy Schleck                 | Team CSC-Saxo Bank               | Marcus Burghardt       |
| 19             | Sylvain Chavanel   | Carlos Sastre              | Bernhard Kohl                         | Oscar Freire                | Andy Schleck                 | Team CSC-Saxo Bank               | Sylvain Chavanel       |
| 20 (Tempolopp) | Stefan Schumacher* | Carlos Sastre              | Bernhard Kohl                         | Oscar Freire                | Andy Schleck                 | Team CSC-Saxo Bank               | inget pris             |
| 21             | Gert Steegmans     | Carlos Sastre              | Bernhard Kohl                         | Oscar Freire                | Andy Schleck                 | Team CSC-Saxo Bank               | Nicolas Vogondy        |
| Final          |                    | Carlos Sastre              | Bernhard Kohl*                        | Oscar Freire                | Andy Schleck                 | Team CSC-Saxo Bank               | Sylvain Chavanel       |

Bärare av ledartröjorna när den ledande cyklisten i tävlingen även har burit en annan ledartröja
- På etapp 2, åkte Philippe Gilbert i den gröna poängtröjan
- På etapp 4, åkte Andy Schleck i den vita ungdomströjan
- På etapp 7, åkte Thor Hushovd i den gröna poängtröjan
- På etapp 8 och 10, åkte Oscar Freire i den gröna poängtröjan
- På etapp 11 och 12, åkte Vincenzo Nibali i den vita ungdomströjan
- På etapp 12, åkte ingen i den rödprickiga bergatröjan efter att Riccardo Riccò klivit av touren.

Övriga noteringar
- Riccardo Riccò testades positivt för doping efter den 4:e etappen. Hans två etappsegrar kommer att överlämnas till Alejandro Valverde på den 6:e etappen och Vladimir Efimkin på den 9:e etappen.
- I oktober 2008 blev det också känt att etappvinnarna Stefan Schumacher och Leonardo Piepoli hade haft CERA, den tredje generations EPO, i blodet under tävlingen. Schumachers segrar på etapp 4 och 20 går därför med största sannolikhet till tvåorna, Kim Kirchen (etapp 4) och Fabian Cancellara (etapp 20). Leonardo Piepoli seger på etapp 10 får till stallkamraten Juan José Cobo.
- Även vinnaren av bergspristävlingen, Bernhard Kohl, visade sig vara dopad under tävlingen och segern kommer att överlämnas till Carlos Sastre.

## Etapper[4]
| Etapp   | Start och mål                   | Sträcka | Typ                    | Datum            | Etappsegrare       | Gula ledartröjan   |
| ------- | ------------------------------- | ------- | ---------------------- | ---------------- | ------------------ | ------------------ |
| 1       | Brest - Plumelec                | 195 km  |                        | Lördag, 5 juli   | Alejandro Valverde | Alejandro Valverde |
| 2       | Auray - Saint-Brieuc            | 164 km  |                        | Söndag, 6 juli   | Thor Hushovd       | Alejandro Valverde |
| 3       | Saint-Malo - Nantes             | 195 km  |                        | Måndag, 7 juli   | Samuel Dumoulin    | Romain Feillu      |
| 4       | Cholet - Cholet                 | 29 km   | Individuellt tempolopp | Tisdag, 8 juli   | Stefan Schumacher  | Stefan Schumacher  |
| 5       | Cholet - Châteauroux            | 230 km  |                        | Onsdag, 9 juli   | Mark Cavendish     | Stefan Schumacher  |
| 6       | Châteauroux - Super-Besse Sancy | 195 km  |                        | Torsdag, 10 juli | Riccardo Riccò     | Kim Kirchen        |
| 7       | Brioude - Aurillac              | 158 km  |                        | Fredag, 11 juli  | Luis León Sánchez  | Kim Kirchen        |
| 8       | Figeac - Toulouse               | 174 km  |                        | Lördag, 12 juli  | Mark Cavendish     | Kim Kirchen        |
| 9       | Toulouse - Bagnères-de-Bigorre  | 222 km  | Bergsetapp             | Söndag, 13 juli  | Riccardo Riccò     | Kim Kirchen        |
| 10      | Pau - Hautacam                  | 154 km  | Bergsetapp             | Måndag, 14 juli  | Leonardo Piepoli   | Cadel Evans        |
| Vilodag | Vilodag                         | Vilodag | Vilodag                | Tisdag, 15 juli  | Vilodag            | Vilodag            |
| 11      | Lannemezan - Foix               | 166 km  |                        | Onsdag, 16 juli  | Kurt-Asle Arvesen  | Cadel Evans        |
| 12      | Lavelanet - Narbonne            | 168 km  |                        | Torsdag, 17 juli | Mark Cavendish     | Cadel Evans        |
| 13      | Narbonne - Nîmes                | 182 km  |                        | Fredag, 18 juli  | Mark Cavendish     | Cadel Evans        |
| 14      | Nîmes - Digne-les-Bains         | 182 km  |                        | Lördag, 19 juli  | Óscar Freire       | Cadel Evans        |
| 15      | Digne-les-Bains - Prato Nevoso  | 216 km  | Bergsetapp             | Söndag, 20 juli  | Simon Gerrans      | Fränk Schleck      |
| Vilodag | Vilodag                         | Vilodag | Vilodag                | Måndag, 21 juli  | Vilodag            | Vilodag            |
| 16      | Cuneo - Jausiers                | 157 km  | Bergsetapp             | Tisdag, 22 juli  | Cyril Dessel       | Fränk Schleck      |
| 17      | Embrun - Alpe d'Huez            | 210 km  | Bergsetapp             | Onsdag, 23 juli  | Carlos Sastre      | Carlos Sastre      |
| 18      | Bourg-d'Oisans - Saint-Étienne  | 197 km  |                        | Torsdag, 24 juli | Marcus Burghardt   | Carlos Sastre      |
| 19      | Roanne - Montluçon              | 163 km  |                        | Fredag, 25 juli  | Sylvain Chavanel   | Carlos Sastre      |
| 20      | Cérilly - Saint-Amand-Montrond  | 53 km   | Individuellt tempolopp | Lördag, 26 juli  | Stefan Schumacher  | Carlos Sastre      |
| 21      | Étampes - Paris Champs-Élysées  | 143 km  |                        | Söndag, 27 juli  | Gert Steegmans     | Carlos Sastre      |
| Totalt  | Totalt                          | 3554 km |                        |                  |                    | Carlos Sastre      |

### Etapp 1: Brest-Plumelec, 197.5 km
| Plats | Person             | Lag                 | Tid       |
| 1     | Alejandro Valverde | Caisse d'Epargne    | 4h 36'07" |
| 2     | Philippe Gilbert   | Française des Jeux  | 1"        |
| 3     | Jérôme Pineau      | Bouygues Télécom    | 1"        |
| 4     | Kim Kirchen        | Team Columbia       | 1"        |
| 5     | Riccardo Riccò     | Saunier Duval-Scott | 1"        |
| 6     | Cadel Evans        | Silence-Lotto       | 1"        |
| 7     | Fränk Schleck      | Team CSC-Saxo Bank  | 1"        |
| 8     | Filippo Pozzato    | Team Liquigas       | 1"        |
| 9     | Oscar Freire       | Rabobank            | 1"        |
| 10    | Oscar Pereiro      | Caisse d'Epargne    | 1"        |

Sammanställningen efter Etapp 1
| Rank | Rider              | Team                | Time       |
| ---- | ------------------ | ------------------- | ---------- |
| 1    | Alejandro Valverde | Caisse d'Epargne    | 4h 36' 07" |
| 2    | Philippe Gilbert   | Française des Jeux  | + 1"       |
| 3    | Jérôme Pineau      | Bouygues Télécom    | + 1"       |
| 4    | Kim Kirchen        | Team Columbia       | + 1"       |
| 5    | Riccardo Riccò     | Saunier Duval-Scott | + 1"       |
| 6    | Cadel Evans        | Silence-Lotto       | + 1"       |
| 7    | Fränk Schleck      | Team CSC-Saxo Bank  | + 1"       |
| 8    | Filippo Pozzato    | Team Liquigas       | + 1"       |
| 9    | Oscar Freire       | Rabobank            | + 1"       |
| 10   | Oscar Pereiro      | Caisse d'Epargne    | + 1"       |

Poängtävlingen efter Etapp 1
| Rank | Rider              | Team                | Points |
| ---- | ------------------ | ------------------- | ------ |
| 1    | Alejandro Valverde | Caisse d'Epargne    | 35 pts |
| 2    | Philippe Gilbert   | Française des Jeux  | 30 pts |
| 3    | Jérôme Pineau      | Bouygues Télécom    | 26 pts |
| 4    | Kim Kirchen        | Team Columbia       | 24 pts |
| 5    | Riccardo Riccò     | Saunier Duval-Scott | 22 pts |
| 6    | Cadel Evans        | Silence-Lotto       | 20 pts |
| 7    | Fränk Schleck      | Team CSC-Saxo Bank  | 19 pts |
| 8    | Geoffroy Lequatre  | Agritubel           | 18 pts |
| 9    | Filippo Pozzato    | Team Liquigas       | 18 pts |
| 10   | Oscar Freire       | Rabobank            | 17 pts |

Bergspristävlingen efter Etapp 1
| Rank | Rider              | Team                | Points |
| ---- | ------------------ | ------------------- | ------ |
| 1    | Thomas Voeckler    | Bouygues Télécom    | 8 pts  |
| 2    | Björn Schröder     | Team Milram         | 8 pts  |
| 3    | David de la Fuente | Saunier Duval-Scott | 4 pts  |
| 4    | Lilan Jégou        | Française des Jeux  | 3 pts  |
| 5    | Geoffroy Lequatre  | Agritubel           | 1 pts  |

Ungdomstävlingen efter Etapp 1
| Rank | Rider             | Team                             | Time       |
| ---- | ----------------- | -------------------------------- | ---------- |
| 1    | Riccardo Riccò    | Saunier Duval-Scott              | 4h 36' 08" |
| 2    | Andy Schleck      | Team CSC-Saxo Bank               | + 6"       |
| 3    | Yuri Trofimov     | Bouygues Télécom                 | + 6"       |
| 4    | Trent Lowe        | Garmin-Chipotle presented by H3O | + 6"       |
| 5    | Thomas Lövkvist   | Team Columbia                    | + 6"       |
| 6    | Luis León Sánchez | Caisse d'Epargne                 | + 6"       |
| 7    | Maxime Monfort    | Cofidis                          | + 6"       |
| 8    | Roman Kreuziger   | Team Liquigas                    | + 6"       |
| 9    | Vincenzo Nibali   | Team Liquigas                    | + 17"      |
| 10   | Eduardo Gonzalo   | Agritubel                        | + 17"      |

Lagtävlingen efter Etapp 1
| Rank | Team                             | Time        |
| ---- | -------------------------------- | ----------- |
| 1    | Caisse d'Epargne                 | 13h 00' 48" |
| 2    | Team CSC-Saxo Bank               | + 7"        |
| 3    | Team Columbia                    | + 7"        |
| 4    | Garmin-Chipotle presented by H3O | + 7"        |
| 5    | Quick Step                       | + 7"        |
| 6    | Team Liquigas                    | + 7"        |
| 7    | Euskaltel-Euskadi                | + 13"       |
| 8    | Saunier Duval-Scott              | + 20"       |
| 9    | Crédit Agricole                  | + 24"       |
| 10   | Lampre                           | + 24"       |

### Etapp 2: Auray-Saint Brieuc, 164.5 km
| Plats | Person         | Lag              | Tid       |
| 1     | Thor Hushovd   | Crédit Agricole  | 3h 45'13" |
| 2     | Kim Kirchen    | Team Columbia    | + 0"      |
| 3     | Gerald Ciolek  | Team Columbia    | + 0"      |
| 4     | Robert Hunter  | Barloworld       | + 0"      |
| 5     | Erik Zabel     | Team Milram      | + 0"      |
| 6     | Yuri Trofimov  | Bouygues Telecom | + 0"      |
| 7     | Oscar Freire   | Rabobank         | + 0"      |
| 8     | Jimmy Casper   | Agritubel        | + 0"      |
| 9     | Martin Elmiger | Ag2r-La Mondiale | + 0"      |
| 10    | Leonardo Duque | Cofidis          | + 0"      |

Sammanställningen efter etapp 2
| Rank | Rider              | Team                             | Time       |
| ---- | ------------------ | -------------------------------- | ---------- |
| 1    | Alejandro Valverde | Caisse d'Epargne                 | 8h 21' 20" |
| 2    | Kim Kirchen        | Team Columbia                    | + 1"       |
| 3    | Oscar Freire       | Rabobank                         | + 1"       |
| 4    | Juan José Cobo     | Saunier Duval-Scott              | + 1"       |
| 5    | Cadel Evans        | Silence-Lotto                    | + 1"       |
| 6    | Jérôme Pineau      | Bouygues Telecom                 | + 1"       |
| 7    | David Millar       | Garmin-Chipotle presented by H3O | + 1"       |
| 8    | Riccardo Riccò     | Saunier Duval-Scott              | + 1"       |
| 9    | Fränk Schleck      | Team CSC-Saxo Bank               | + 1"       |
| 10   | Filippo Pozzato    | Team Liquigas                    | + 1"       |

Poängtävlingen efter etapp 2
| Rank | Rider              | Team                | Points |
| ---- | ------------------ | ------------------- | ------ |
| 1    | Kim Kirchen        | Team Columbia       | 54 pts |
| 2    | Alejandro Valverde | Caisse d'Epargne    | 49 pts |
| 3    | Thor Hushovd       | Crédit Agricole     | 46 pts |
| 4    | Oscar Freire       | Rabobank            | 36 pts |
| 5    | Philippe Gilbert   | Francaise des Jeux  | 32 pts |
| 6    | Juan José Cobo     | Saunier Duval-Scott | 27 pts |
| 7    | Jérôme Pineau      | Bouygues Telecom    | 26 pts |
| 8    | Erik Zabel         | Team Milram         | 26 pts |
| 9    | Gerald Ciolek      | Team Columbia       | 26 pts |
| 10   | Robert Hunter      | Barloworld          | 26 pts |

Bergstävlingen efter etapp 2
| Rank | Rider              | Team                | Points |
| ---- | ------------------ | ------------------- | ------ |
| 1    | Thomas Voeckler    | Bouygues Telecom    | 19 pts |
| 2    | Sylvain Chavanel   | Cofidis             | 11 pts |
| 3    | Björn Schröder     | Team Milram         | 9 pts  |
| 4    | David de la Fuente | Saunier Duval-Scott | 4 pts  |
| 5    | Lilian Jégou       | Française des Jeux  | 3 pts  |
| 6    | Christophe Moreau  | Agritubel           | 3 pts  |
| 7    | Geoffroy Lequatre  | Agritubel           | 1 pt   |
| 8    | David Lelay        | Agritubel           | 1 pt   |
| 9    | David Arroyo       | Caisse d'Epargne    | 1 pt   |

Ungdomstävlingen efter etapp 2
| Rank | Rider             | Team                             | Time       |
| ---- | ----------------- | -------------------------------- | ---------- |
| 1    | Riccardo Riccò    | Saunier Duval-Scott              | 8h 21' 21" |
| 2    | Andy Schleck      | Team CSC-Saxo Bank               | + 6"       |
| 3    | Yuri Trofimov     | Bouygues Telecom                 | + 6"       |
| 4    | Luis León Sánchez | Caisse d'Epargne                 | + 6"       |
| 5    | Maxime Monfort    | Cofidis                          | + 6"       |
| 6    | Roman Kreuziger   | Team Liquigas                    | + 6"       |
| 7    | Trent Lowe        | Garmin-Chipotle presented by H3O | + 6"       |
| 8    | Thomas Lövkvist   | Team Columbia                    | + 6"       |
| 9    | Vincenzo Nibali   | Team Liquigas                    | + 17"      |
| 10   | Eduardo Gonzalo   | Agritubel                        | + 17"      |

Lagtävlingen efter etapp 2
| Rank | Team                             | Time        |
| ---- | -------------------------------- | ----------- |
| 1    | Caisse d'Epargne                 | 25h 04' 08" |
| 2    | Team Columbia                    | + 7"        |
| 3    | Team CSC-Saxo Bank               | + 7"        |
| 4    | Garmin-Chipotle presented by H3O | + 7"        |
| 5    | Quick Step                       | + 7"        |
| 6    | Team Liquigas                    | + 7"        |
| 7    | Euskaltel-Euskadi                | + 13"       |
| 8    | Saunier Duval-Scott              | + 20"       |
| 9    | Ag2r-La Mondiale                 | + 24"       |
| 10   | Crédit Agricole                  | + 24"       |

### Etapp 3: Saint-Malo-Nantes, 208 km
| Plats | Person               | Lag             | Tid       |
| 1     | Samuel Dumoulin      | Cofidis         | 3h 45'13" |
| 2     | William Frischkorn   | Garmin-Chipotle | + 0"      |
| 3     | Romain Feillu        | Agritubel       | + 0"      |
| 4     | Paolo Longo Borghini | Barloworld      | + 14"     |
| 5     | Robbie McEwen        | Silence-Lotto   | + 2'03"   |
| 6     | Erik Zabel           | Team Milram     | + 2'03"   |
| 7     | Oscar Freire         | Rabobank        | + 2'03"   |
| 8     | Thor Hushovd         | Crédit Agricole | + 2'03"   |
| 9     | Robert Förster       | Gerolsteiner    | + 2'03"   |
| 10    | Mark Cavendish       | Team Columbia   | + 2'03"   |

### Etapp 4: Cholet - Cholet (Tempolopp), 29.5 km
| Plats | Person               | Lag                              | Tid     |
| 1     | Stefan Schumacher    | Gerolsteiner                     | 35' 44" |
| 2     | Kim Kirchen          | Team Columbia                    | + 18"   |
| 3     | David Millar         | Garmin-Chipotle presented by H3O | + 18"   |
| 4     | Cadel Evans          | Silence-Lotto                    | + 27"   |
| 5     | Fabian Cancellara    | Team CSC-Saxo Bank               | + 33"   |
| 6     | Denis Menchov        | Rabobank                         | + 34"   |
| 7     | Jens Voigt           | Team CSC-Saxo Bank               | + 35"   |
| 8     | Christian Vandevelde | Garmin-Chipotle presented by H3O | + 37"   |
| 9     | George Hincapie      | Team Columbia                    | + 41"   |
| 10    | Vincenzo Nibali      | Team Liquigas                    | + 47"   |

### Etapp 5: Cholet-Châteauroux, 232 km
| Plats | Person            | Lag                              | Tid       |
| 1     | Mark Cavendish    | Team Columbia                    | 5h 27'54" |
| 2     | Oscar Freire      | Rabobank                         | + 0"      |
| 3     | Erik Zabel        | Team Milram                      | + 0"      |
| 4     | Thor Hushovd      | Crédit Agricole                  | + 0"      |
| 5     | Baden Cooke       | Barloworld                       | + 0"      |
| 6     | Robert Hunter     | Barloworld                       | + 0"      |
| 7     | Leonardo Duque    | Cofidis                          | + 0"      |
| 8     | Robbie McEwen     | Silence-Lotto                    | + 0"      |
| 9     | Francesco Chicchi | Team Liquigas                    | + 0"      |
| 10    | Julian Dean       | Garmin-Chipotle presented by H3O | + 0"      |

### Etapp 6: Aigurande-Super Besse, 195.5 km
| Plats | Person             | Lag                 | Tid       |
| 1     | Riccardo Riccò     | Saunier Duval-Scott | 4h 57'52" |
| 2     | Alejandro Valverde | Caisse d'Epargne    | + 1"      |
| 3     | Cadel Evans        | Silence-Lotto       | + 1"      |
| 4     | Fränk Schleck      | Team CSC-Saxo Bank  | + 4"      |
| 5     | Kim Kirchen        | Team Columbia       | + 4"      |
| 6     | Roman Kreuziger    | Team Liquigas       | + 7"      |
| 7     | Moisés Dueñas      | Barloworld          | + 7"      |
| 8     | Carlos Sastre      | Team CSC-Saxo Bank  | + 7"      |
| 9     | Denis Mensjov      | Rabobank            | + 7"      |
| 10    | Leonardo Piepoli   | Saunier Duval-Scott | + 7"      |

### Etapp 7: Brioude-Aurillac, 159 km
| Plats | Person               | Lag                              | Tid       |
| 1     | Luis León Sánchez    | Caisse d'Epargne                 | 3h 52'53" |
| 2     | Stefan Schumacher    | Gerolsteiner                     | + 6"      |
| 3     | Filippo Pozzato      | Team Liquigas                    | + 6"      |
| 4     | Kim Kirchen          | Team Columbia                    | + 6"      |
| 5     | Alejandro Valverde   | Caisse d'Epargne                 | + 6"      |
| 6     | Oscar Pereiro        | Caisse d'Epargne                 | + 6"      |
| 7     | Samuel Sánchez       | Euskaltel-Euskadi                | + 6"      |
| 8     | Josep Jufré          | Saunier Duval-Scott              | + 6"      |
| 9     | Christian Vandevelde | Garmin-Chipotle presented by H3O | + 6"      |
| 10    | Andy Schleck         | Team CSC-Saxo Bank               | + 6"      |

### Etapp 8: Figeac-Toulouse, 172.5 km
| Plats | Person             | Lag                | Tid       |
| 1     | Mark Cavendish     | Team Columbia      | 4h 02'54" |
| 2     | Gerald Ciolek      | Team Columbia      | + 0"      |
| 3     | Jimmy Casper       | Agritubel          | + 0"      |
| 4     | Oscar Freire       | Rabobank           | + 0"      |
| 5     | Robert Förster     | Gerolsteiner       | + 0"      |
| 6     | Erik Zabel         | Team Milram        | + 0"      |
| 7     | Gert Steegmans     | Quick Step         | + 0"      |
| 8     | Sébastien Chavanel | Francaise des Jeux | + 0"      |
| 9     | Thor Hushovd       | Crédit Agricole    | + 0"      |
| 10    | Robert Hunter      | Barloworld         | + 0"      |

### Etapp 9: Toulouse-Bagnères de Bigorre, 224 km
| Plats | Person             | Lag                 | Tid       |
| 1     | Riccardo Riccò     | Saunier Duval-Scott | 5h 39'28" |
| 2     | Vladimir Efimkin   | Ag2r-La Mondiale    | 1'04"     |
| 3     | Cyril Dessel       | Ag2r-La Mondiale    | 1'17"     |
| 4     | Dmitrij Fofonov    | Crédit Agricole     | 1'17"     |
| 5     | Christian Knees    | Team Milram         | 1'17"     |
| 6     | Maxime Monfort     | Cofidis             | 1'17"     |
| 7     | Alejandro Valverde | Caisse d'Epargne    | 1'17"     |
| 8     | Roman Kreuziger    | Team Liquigas       | 1'17"     |
| 9     | Damiano Cunego     | Lampre              | 1'17"     |
| 10    | Jaroslav Popovytj  | Silence-Lotto       | 1'17"     |

### Etapp 10: Pau-Hautacam, 156 km
| Plats | Person               | Lag                              | Tid       |
| 1     | Leonardo Piepoli     | Saunier Duval-Scott              | 4h 19'27" |
| 2     | Juan José Cobo       | Saunier Duval-Scott              | 0"        |
| 3     | Frank Schleck        | Team CSC-Saxo Bank               | 28"       |
| 4     | Bernhard Kohl        | Gerolsteiner                     | 1'06"     |
| 5     | Vladimir Efimkin     | Ag2r-La Mondiale                 | 2'05"     |
| 6     | Riccardo Riccò       | Saunier Duval-Scott              | 2'17"     |
| 7     | Carlos Sastre        | Team CSC-Saxo Bank               | 2'17"     |
| 8     | Cadel Evans          | Silence-Lotto                    | 2'17"     |
| 9     | Denis Menchov        | Rabobank                         | 2'17"     |
| 10    | Christian Vandevelde | Garmin-Chipotle presented by H3O | 2'17"     |

### Etapp 11: Lannemezan-Foix, 167,5 km
| Plats | Person            | Lag                | Tid       |
| 1     | Kurt-Asle Arvesen | Team CSC-Saxo Bank | 3h 58'13" |
| 2     | Martin Elmiger    | Ag2r-La Mondiale   | 0"        |
| 3     | Alessandro Ballan | Lampre             | 0"        |
| 4     | Koos Moerenhout   | Rabobank           | 2"        |
| 5     | Alexandr Botjarov | Crédit Agricole    | 11"       |
| 6     | Pierrick Fedrigo  | Bouygues Télécom   | 14"       |
| 7     | Filippo Pozzato   | Team Liquigas      | 14"       |
| 8     | Benoît Vaugrenard | Française des Jeux | 14"       |
| 9     | Fabian Wegmann    | Gerolsteiner       | 14"       |
| 10    | Marco Velo        | Team Milram        | 14"       |

### Etapp 12: Lavelanet-Narbonne, 168.5 km
| Plats | Person             | Lag                              | Tid       |
| 1     | Mark Cavendish     | Team Columbia                    | 3h 40'52" |
| 2     | Sébastien Chavanel | Française des Jeux               | 0"        |
| 3     | Gert Steegmans     | Quick Step                       | 0"        |
| 4     | Erik Zabel         | Team Milram                      | 0"        |
| 5     | Oscar Freire       | Rabobank                         | 0"        |
| 6     | Francesco Chicchi  | Team Liquigas                    | 0"        |
| 7     | Thor Hushovd       | Crédit Agricole                  | 0"        |
| 8     | Leonardo Duque     | Cofidis                          | 0"        |
| 9     | Julian Dean        | Garmin-Chipotle presented by H3O | 0"        |
| 10    | Heinrich Haussler  | Gerolsteiner                     | 0"        |

### Etapp 13: Narbonne-Nîmes, 182 km
| Plats | Person             | Lag                              | Tid       |
| 1     | Mark Cavendish     | Team Columbia                    | 4h 25'42" |
| 2     | Robbie McEwen      | Silence-Lotto                    | 0"        |
| 3     | Romain Feillu      | Agritubel                        | 0"        |
| 4     | Heinrich Haussler  | Gerolsteiner                     | 0"        |
| 5     | Oscar Freire       | Rabobank                         | 0"        |
| 6     | Thor Hushovd       | Crédit Agricole                  | 0"        |
| 7     | Leonardo Duque     | Cofidis                          | 0"        |
| 8     | Erik Zabel         | Team Milram                      | 0"        |
| 9     | Julian Dean        | Garmin-Chipotle presented by H3O | 0"        |
| 10    | Sébastien Chavanel | Française des Jeux               | 0"        |

### Etapp 14: Nîmes-Digne les Bains, 194.5 km
| Plats | Person            | Lag                              | Tid       |
| 1     | Óscar Freire      | Rabobank                         | 4h 13'08" |
| 2     | Leonardo Duque    | Cofidis                          | 0"        |
| 3     | Erik Zabel        | Team Milram                      | 0"        |
| 4     | Julian Dean       | Garmin-Chipotle presented by H3O | 0"        |
| 5     | Steven De Jongh   | Quick Step                       | 0"        |
| 6     | Alessandro Ballan | Lampre                           | 0"        |
| 7     | Ruben Perez       | Euskaltel-Euskadi                | 0"        |
| 8     | Jérôme Pineau     | Bouygues Télécom                 | 0"        |
| 9     | Matteo Tosatto    | Quick Step                       | 0"        |
| 10    | Thor Hushovd      | Crédit Agricole                  | 0"        |

### Etapp 15: Embrun-Prato Nevoso, 183 km
| Plats | Person                   | Lag                              | Tid       |
| 1     | Simon Gerrans            | Crédit Agricole                  | 4h 50'44" |
| 2     | Egoi Martinez De Esteban | Euskaltel-Euskadi                | 3"        |
| 3     | Danny Pate               | Garmin-Chipotle presented by H3O | 10"       |
| 4     | José Luis Arrieta        | Ag2r-La Mondiale                 | 55"       |
| 5     | Bernhard Kohl            | Gerolsteiner                     | 4'03"     |
| 6     | Carlos Sastre            | Team CSC-Saxo Bank               | 4'03"     |
| 7     | Alejandro Valverde       | Caisse d'Epargne                 | 4'12"     |
| 8     | Denis Mensjov            | Rabobank                         | 4'23"     |
| 9     | Fränk Schleck            | Team CSC-Saxo Bank               | 4'41"     |
| 10    | Christian Vandevelde     | Garmin-Chipotle presented by H3O | 4'43"     |

### Etapp 16: Cuneo-Jausiers, 157 km
| Plats | Person            | Lag                | Tid        |
| 1     | Cyril Dessel      | Ag2r-La Mondiale   | 4h 31' 27" |
| 2     | Sandy Casar       | Française des Jeux | 0"         |
| 3     | David Arroyo      | Caisse d'Epargne   | 0"         |
| 4     | Jaroslav Popovytj | Silence-Lotto      | 3"         |
| 5     | George Hincapie   | Team Columbia      | 24"        |
| 6     | Nicolas Portal    | Caisse d'Epargne   | 24"        |
| 7     | Tadej Valjavec    | Ag2r-La Mondiale   | 24"        |
| 8     | Stefan Schumacher | Gerolsteiner       | 1' 03"     |
| 9     | Andy Schleck      | Team CSC-Saxo Bank | 1' 28"     |
| 10    | Bernhard Kohl     | Gerolsteiner       | 1' 28"     |

### Etapp 17: Embrun-Alpe d'Huez, 210 km
| Plats | Person               | Lag                              | Tid        |
| 1     | Carlos Sastre        | Team CSC-Saxo Bank               | 6h 07' 58" |
| 2     | Samuel Sánchez       | Euskaltel-Euskadi                | 2' 03″     |
| 3     | Andy Schleck         | Team CSC-Saxo Bank               | 2' 03"     |
| 4     | Alejandro Valverde   | Caisse d'Epargne                 | 2' 13"     |
| 5     | Fränk Schleck        | Team CSC-Saxo Bank               | 2' 13"     |
| 6     | Vladimir Efimkin     | Ag2r-La Mondiale                 | 2' 15″     |
| 7     | Cadel Evans          | Silence-Lotto                    | 2' 15"     |
| 8     | Denis Mensjov        | Rabobank                         | 2' 15"     |
| 9     | Christian Vandevelde | Garmin-Chipotle presented by H3O | 2' 15"     |
| 10    | Bernhard Kohl        | Gerolsteiner                     | 2' 15"     |

### Etapp 18: Bourg-d'Oisans-Saint-Étienne, 197 km
| Plats | Person              | Lag                | Tid        |
| 1     | Marcus Burghardt    | Team Columbia      | 4h 30' 21" |
| 2     | Carlos Barredo      | Quick Step         | 0"         |
| 3     | Romain Feillu       | Agritubel          | 3' 33"     |
| 4     | Christophe Le Mével | Crédit Agricole    | 3' 33"     |
| 5     | Mikel Astarloza     | Euskaltel-Euskadi  | 3' 35"     |
| 6     | Samuel Dumoulin     | Cofidis            | 6' 39″     |
| 7     | Cyril Dessel        | Ag2r-La Mondiale   | 6' 39"     |
| 8     | Roman Kreuziger     | Team Liquigas      | 6' 39"     |
| 9     | Leif Hoste          | Silence-Lotto      | 6' 39"     |
| 10    | Andy Schleck        | Team CSC-Saxo Bank | 6' 39"     |

### Etapp 19: Roanne-Montluçon, 165.5 km
| Plats | Person            | Lag                | Tid        |
| 1     | Sylvain Chavanel  | Cofidis            | 3h 37' 09" |
| 2     | Jérémy Roy        | Française des Jeux | 0          |
| 3     | Gerald Ciolek     | Team Columbia      | 1' 13"     |
| 4     | Erik Zabel        | Team Milram        | 1' 13"     |
| 5     | Heinrich Haussler | Gerolsteiner       | 1' 13"     |
| 6     | Leonardo Duque    | Cofidis            | 1' 13"     |
| 7     | Filippo Pozzato   | Team Liquigas      | 1' 13"     |
| 8     | Thor Hushovd      | Crédit Agricole    | 1' 13"     |
| 9     | Robert Förster    | Gerolsteiner       | 1' 13"     |
| 10    | Julian Dean       | Garmin-Chipotle    | 1' 13"     |

### Etapp 20: Cérilly - Saint-Amand-Montrond (Tempolopp), 53 km
| Plats | Person               | Lag                              | Tid        |
| 1     | Stefan Schumacher    | Gerolsteiner                     | 1h 03' 50" |
| 2     | Fabian Cancellara    | Team CSC-Saxo Bank               | 21"        |
| 3     | Kim Kirchen          | Team Columbia                    | 1'01"      |
| 4     | Christian Vandevelde | Garmin-Chipotle presented by H3O | 1'05"      |
| 5     | David Millar         | Garmin-Chipotle presented by H3O | 1'37"      |
| 6     | Denis Mensjov        | Rabobank                         | 1'55"      |
| 7     | Cadel Evans          | Silence-Lotto                    | 2'05"      |
| 8     | Sebastian Lang       | Gerolsteiner                     | 2'19"      |
| 9     | Bernhard Kohl        | Gerolsteiner                     | 2'21"      |
| 10    | George Hincapie      | Team Columbia                    | 2'28"      |

### Etapp 21: Étampes-Paris/Champs Élysées, 143 km
| Plats | Person            | Lag                              | Tid        |
| 1     | Gert Steegmans    | Quick Step                       | 3h 51' 38" |
| 2     | Gerald Ciolek     | Team Columbia                    | 0          |
| 3     | Óscar Freire      | Rabobank                         | 0          |
| 4     | Robbie McEwen     | Silence-Lotto                    | 0          |
| 5     | Thor Hushovd      | Crédit Agricole                  | 0          |
| 6     | Julian Dean       | Garmin-Chipotle presented by H3O | 0          |
| 7     | Stefan Schumacher | Gerolsteiner                     | 0          |
| 8     | Robert Förster    | Gerolsteiner                     | 0          |
| 9     | Leonardo Duque    | Cofidis                          | 0          |
| 10    | Robert Hunter     | Barloworld                       | 0          |

## Slutställning
| Plats | Person               | Lag                              | Tid         |
| 1     | Carlos Sastre        | Team CSC-Saxo Bank               | 87h 52' 52″ |
| 2     | Cadel Evans          | Silence-Lotto                    | 58"         |
| 3     | Bernhard Kohl        | Gerolsteiner                     | 1' 13"      |
| 4     | Denis Mensjov        | Rabobank                         | 2' 10"      |
| 5     | Christian Vandevelde | Garmin-Chipotle presented by H3O | 3' 05"      |
| 6     | Fränk Schleck        | Team CSC-Saxo Bank               | 4' 28"      |
| 7     | Samuel Sánchez       | Euskaltel-Euskadi                | 6' 25″      |
| 8     | Kim Kirchen          | Team Columbia                    | 6' 55″      |
| 9     | Alejandro Valverde   | Caisse d'Epargne                 | 7' 12″      |
| 10    | Tadej Valjavec       | Ag2r-La Mondiale                 | 9' 05″      |